# Henderson (Karolina Północna)
Henderson – miasto w Stanach Zjednoczonych, w stanie Karolina Północna, siedziba administracyjna hrabstwa Vance. Według spisu w 2020 roku liczy 15 tys. mieszkańców. 